# 神戸新交通1000型電車
- 神戸新交通1000型電車
- 神戸新交通1000形電車

神戸新交通1000型電車（こうべしんこうつう1000がたでんしゃ）は、神戸新交通六甲アイランド線（六甲ライナー）に所属するAGT（新交通システム）用の車両である。

## 概要
1990年（平成2年）2月21日の同線開業と同時に9編成が運用を開始した。ポートライナーの8000型と2000型は6両編成だが、1000型は4両編成。ただし、将来の6両編成化を見込んで300番と400番が飛んでいる。
ポートライナーの試作車両も1000形であったが、本形式とは一切関係がない。

## 外内装
アルミ車体にクリームをベースとしてコーポレートカラーであるグリーンのラインを巻いている。ロゴマークについては非常脱出用貫通扉の左側に愛称と社名のロゴが入っている。8000形とは違い、少し丸い形をなしている。
台車は8000型で使われていたウレタン充填ゴムタイヤから中子式気体入りゴムタイヤに変更され、最高速度は62.5km/hに上がった。駆動方式･制御方式･歯車比は8000形と同様だが、主電動機は8000形より出力を向上させた三菱電機製のMB-3298A(出力110kW)を採用し、各電動車に2基ずつ搭載する。補助電源装置は47 kVA容量を持つ補助変圧器で、三相交流550Vを入力電圧として三相交流200Vと三相交流100Vを出力するものである。このほか整流器による直流100V出力がある。
内装は先頭車両の運転台側半分がクロスシートになっている。荷物棚はないが、各車両の端にあるモニター装置が入っている箱が荷物置き場になっている。窓は運転台側が固定窓に、それ以外は上3分の1が内側に少しだけ開くようになっている。通話装置（非常時に乗客と運転指令所間で通話する装置）は8000形と同じく送受話器型だが、色が壁と同じ色のベージュに変更された。
また、住宅街にあたる住吉駅～南魚崎駅間走行時はプライバシーに配慮して後述の瞬間くもりガラスを、マリンパーク駅に向かって右側のガラスに採用している。前面向かって左側の運転台の背面部分には、神戸新交通のコーポレートロゴマークと愛称である「六甲ライナー」と書かれてあり、夜間は緑色に点灯する。なお、車両登場直後はここは「神戸新交通六甲アイランド線」となっていた。
最終増備車の第11編成には、車内に小型のLED式車内案内表示器を設置した。

## 瞬間くもりガラス
マリンパーク駅に向かって右側のガラスには、2枚のガラスの間に液晶シートを挟み込んだ合わせガラスになっている。これは、線路の近くのマンションの内部が見えないようにするために取られた対策で、液晶シートの中には特殊ポリマーが封入されている。このポリマーの中での液晶の分子は通常では不規則に並んでいるため、ガラスは白く曇る。これに電流を流すと一定方向に整列するため、完全に透明状態になる。つまり、電流が流れていると透明状態になり、電流が切れると曇ってしまう。ただしドア部分とマリンパーク方先頭車の運転席付近のガラスは曇らない。

## 製造時期
開業当初から走っている01 - 09編成は1989年（平成元年）に、10編成は1993年（平成5年）に、11編成は1998年（平成10年）に、すべて川崎重工業で製造された。
09編成は1995年（平成7年）1月17日、上り始発列車として南魚崎 - 魚崎間を走行中（住吉駅に向かって運行中、約50 km/hで走行）、兵庫県南部地震（阪神・淡路大震災）が発生し、車両は脱線して大きく被災した。編成のうち1209、1509、1609号車の3両は脱線して軌道上の構造部と激突、車体ならびに台車・集電装置が大きく損傷した。ただし、最後尾の1109号車は免れ、軌道上に残された。損傷の激しかった3両の車体は、製造元の川崎重工業兵庫工場に搬入され、大規模な修繕工事を実施した。この編成は震災から約1年後の1996年（平成8年）1月23日から営業運転に復帰した。
六甲ライナーではこのほか、07編成がマリンパーク駅に停車中であったが、こちらは被災を免れた。

## 編成表
2022年4月1日現在は4両編成×4本（16両）が在籍する。
| ← マリンパーク住吉 → | ← マリンパーク住吉 → | ← マリンパーク住吉 → | ← マリンパーク住吉 → | 廃車           | 備考                                                     |
| 1100型 (Tc1)         | 1200型 (M1)          | 1500型 (M2)          | 1600型 (Tc2)         |                |                                                          |
| Co,CP                | BT                   | APU                  | Co,CP                | 搭載機器       | Co:制御装置、CP:空気圧縮機、APU:補助電源装置、BT：蓄電池 |
| 1101                 | 1201                 | 1501                 | 1601                 | 2021年7月20日  |                                                          |
| 1102                 | 1202                 | 1502                 | 1602                 | 2020年1月21日  |                                                          |
| 1103                 | 1203                 | 1503                 | 1603                 |                | 2020年運用離脱                                           |
| 1104                 | 1204                 | 1504                 | 1604                 |                | 2020年運用離脱                                           |
| 1105                 | 1205                 | 1505                 | 1605                 | 2021年12月21日 |                                                          |
| 1106                 | 1206                 | 1506                 | 1606                 | 2022年6月16日  |                                                          |
| 1107                 | 1207                 | 1507                 | 1607                 |                |                                                          |
| 1108                 | 1208                 | 1508                 | 1608                 |                |                                                          |
| 1109                 | 1209                 | 1509                 | 1609                 | 2019年11月8日  | 阪神・淡路大震災被災編成                                 |
| 1110                 | 1210                 | 1510                 | 1610                 |                |                                                          |
| 1111                 | 1211                 | 1511                 | 1611                 |                | 六甲大橋でのタイヤパンク、カーブ検知装置故障の当該車     |

## 今後
2018年（平成30年）度に本形式の老朽化に伴い、3000形が導入され、2023年（令和5年）まで置き換えられている模様だが、2025年現在では唯一1編成が在籍する。